# Josep Llorens i Artigas
Pour les articles homonymes, voir Artigas (homonymie).
Josep Llorens i Artigas (Barcelone, 1892 - 1980) est un céramiste et critique d'art catalan.

## Biographie
Il étudie à l'école de la Llotja, au cercle artistique de Saint-Luc et à l'école supérieure des beaux arts de François d'Assise, où il rencontre Joan Miró. Il commence sa carrière comme critique d'art dans la Veu de Catalunya et est l'un des membres de l'association artistique groupe Courbet. En 1917 il se rend à Paris en tant que stagiaire de la Mancomunitat de Catalunya avant de s'établir dans la capitale française en 1924. Dans son atelier se forment différents artistes, dont l'italien Edoardo Giordano.

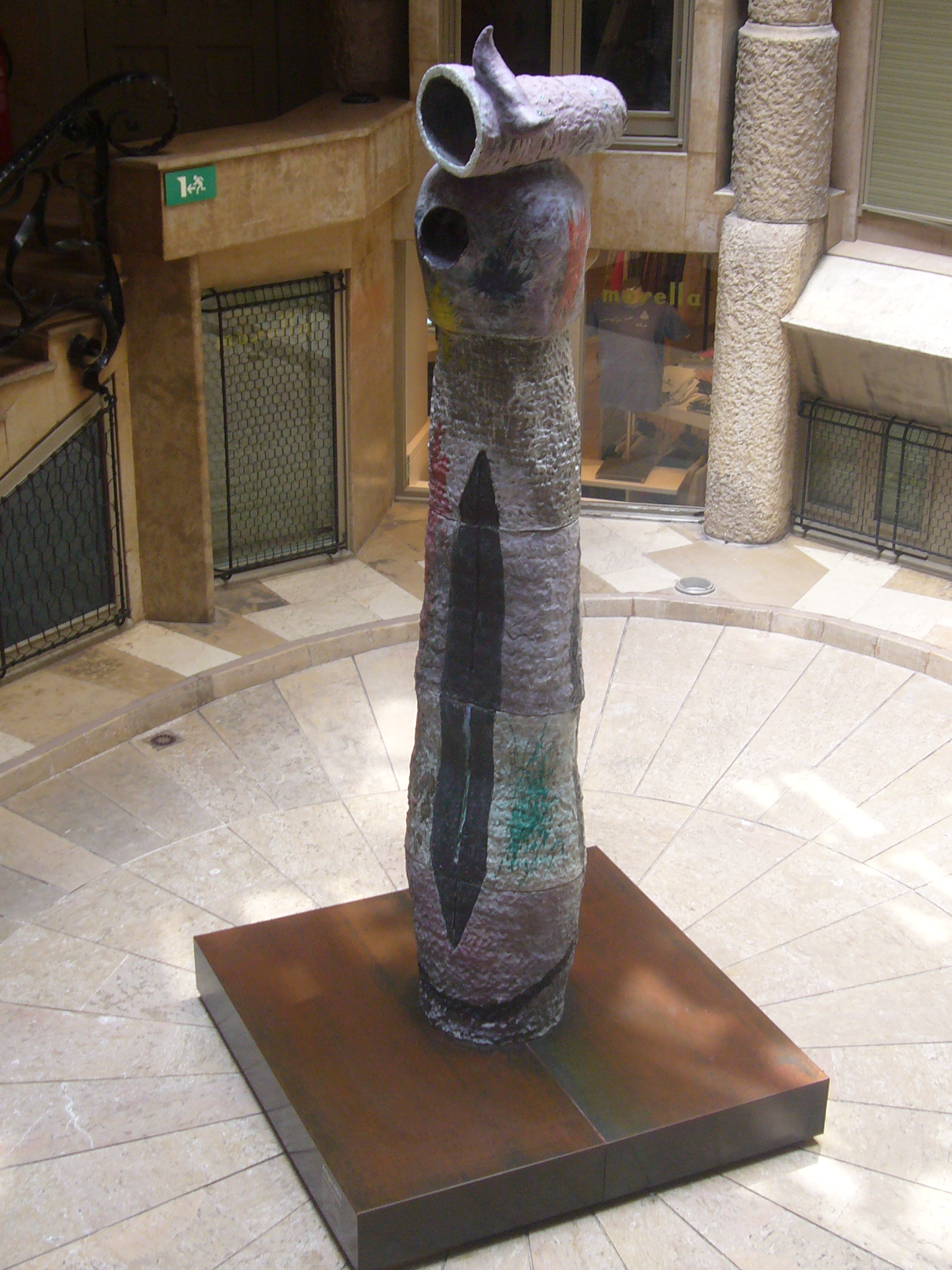
Artigas et Miró, Femme et oiseau

Llorens est essentiellement un céramiste. Il re-dynamise cette forme d'art en occident. Son œuvre marque par l'épuration des formes et le dépouillement des pièces. Il renouvelle les émaux et les couleurs. En raison de la Guerre d'Espagne, il se réfugia à Céret en 1939 où Gustave Violet l'accueilla et partagea son atelier et four de céramique SAN JOAN jusqu'en 1941. Cette même année, il devient professeur de céramique de l'école de Massana de Barcelone, où il forme une nouvelle génération de céramistes catalans.
Il travaille souvent avec la collaboration de son fils Joan Gardy Artigas qui poursuit la tradition céramiste familiale.
Llorens expose individuellement à Barcelone, Madrid, Paris, Bruxelles, Londres et New-York. Son exposition la plus importante est celle de la galerie Maeght à Paris en 1969. Il gagne plusieurs prix, tels que le diplôme d'honneur de la Triennale de Milan en 1936, la médaille d'or de l'exposition internationale de Paris de 1937 et le grand prix de la troisième biennale internationale hispano-américaine d'art en 1955. À Paris il collabore avec Raoul Dufy, Albert Marquet et plus tard avec Georges Braque, mais c'est surtout sa collaboration avec Joan Miró à la réalisation de grands murs de céramique qui le rend célèbre.
En 1971, il reçoit la Médaille d'or du mérite des beaux-arts par le Ministère de l'Éducation, de la Culture et des Sports.
Aujourd'hui son atelier est devenu une fondation privée.

## Murs de céramique
On note sa participation dans les murs de céramique de :
- Siège de l'UNESCO à Paris ;
- Université Harvard ;
- Fondation Maeght (Saint Paul de Vence) ;
- Aéroport de Barcelone.

## Ouvrages
Il publie les livres techniques sur la fabrication d'émaux :
- Les Pâtes à céramique et les émaux bleus de l'Égypte antique ;
- Formulation et pratique de la céramique ;
- Émaux et couleurs sur verre, porcelaine et métaux.